# K·p摂動論
固体物理学においてk·p摂動論とは、結晶のバンド構造（特に有効質量）や光学特性を計算するための半経験的な近似法のこと。k·p摂動論は特にラッティンジャー-コーン模型やケイン模型で用いられる。

## 背景と導出
（一電子近似における）量子力学によると、任意の固体の準自由電子は、固体中の電子のシュレーディンガー方程式は、次の定常シュレーディンガー方程式の固有状態である波動関数により描写される。
{\displaystyle \left({\frac {p^{2}}{2m}}+V\right)\psi =E\psi }
ここでpは量子力学の運動量演算子、Vはポテンシャル、mは真空での電子の質量である（この方程式はスピン軌道効果を無視している。以下参照）。
結晶固体においては、Vは結晶格子と同じ周期性を持つ周期関数である。ブロッホの定理はこの微分方程式の解が次のように書けることを示している。
{\displaystyle \psi _{n,\mathbf {k} }(\mathbf {x} )=e^{i\mathbf {k} \cdot \mathbf {x} }u_{n,\mathbf {k} }(\mathbf {x} )}
ここでkはベクトル（波数ベクトルと呼ばれる）、nは離散インデックス（バンドインデックスと呼ばれる）、un,kは結晶格子と同じ周期性を持つ関数である。
任意のnにおいて、関係する状態はバンドと呼ばれる。それぞれにバンドにおいて、波数ベクトルkと状態のエネルギーEn,kの間にバンド分散と呼ばれる関係がある。この分散の計算はk·p摂動論の主な適用の1つである。

### 摂動論
周期関数un,kは次のシュレーディンガータイプの方程式（単純に、ブロッホタイプの波動関数によるシュレーディンガー方程式の直接展開）を満たす。
{\displaystyle H_{\mathbf {k} }u_{n,\mathbf {k} }=E_{n,\mathbf {k} }u_{n,\mathbf {k} }}
ここでハミルトニアンは 
{\displaystyle H_{\mathbf {k} }={\frac {p^{2}}{2m}}+{\frac {\hbar \mathbf {k} \cdot \mathbf {p} }{m}}+{\frac {\hbar ^{2}k^{2}}{2m}}+V}
kは長さの逆数の次元を持つ3つの実数で構成されるベクトルであり、pは演算子のベクトルであることに留意。明確にするために
{\displaystyle \mathbf {k} \cdot \mathbf {p} =k_{x}(-i\hbar {\frac {\partial }{\partial x}})+k_{y}(-i\hbar {\frac {\partial }{\partial y}})+k_{z}(-i\hbar {\frac {\partial }{\partial z}})}
いずれにせよ、このハミルトニアンを2つの項の合計として書くと
{\displaystyle H=H_{0}+H_{\mathbf {k} }',\;\;H_{0}={\frac {p^{2}}{2m}}+V,\;\;H_{\mathbf {k} }'={\frac {\hbar ^{2}k^{2}}{2m}}+{\frac {\hbar \mathbf {k} \cdot \mathbf {p} }{m}}}
これは摂動論の基礎である。非摂動ハミルトニアンはH0であり、実際にはk = 0（つまりガンマ点）における正確なハミルトニアンに等しくなる。摂動は項{\displaystyle H_{\mathbf {k} }'}である。結果の解析はk·pに比例する項であるため「k·p摂動論」と呼ばれる。この解析の結果はk = 0でのエネルギーと波動関数におけるEn、k、un,kの式である。
摂動項{\displaystyle H_{\mathbf {k} }'}はkが0に近づくにつれて徐々に小さくなることに注意。よって、k·p摂動論は小さいkの値に対して最も正確である。しかし、摂動展開に項が十分含まれている場合、理論がブリルアンゾーン全体のkの値に対してかなり正確になることがある。

### 非縮退バンドの式
k = 0で極値をとり、スピン軌道相互作用がない非縮退バンド（k = 0で他のバンドとは異なるエネルギーを持つバンド）に対して、k·p摂動論の結果は、（最小の非自明な次数まで）
{\displaystyle u_{n,\mathbf {k} }=u_{n,0}+{\frac {\hbar }{m}}\sum _{n'\neq n}{\frac {\langle u_{n,0}|\mathbf {k} \cdot \mathbf {p} |u_{n',0}\rangle }{E_{n,0}-E_{n',0}}}u_{n',0}}
{\displaystyle E_{n,\mathbf {k} }=E_{n,0}+{\frac {\hbar ^{2}k^{2}}{2m}}+{\frac {\hbar ^{2}}{m^{2}}}\sum _{n'\neq n}{\frac {|\langle u_{n,0}|\mathbf {k} \cdot \mathbf {p} |u_{n',0}\rangle |^{2}}{E_{n,0}-E_{n',0}}}}
となる。
kは（複雑な線形演算子のベクトルではなく）実数のベクトルであるため、これらの式の行列要素は次のように書き換えられる。
{\displaystyle \langle u_{n,0}|\mathbf {k} \cdot \mathbf {p} |u_{n',0}\rangle =\mathbf {k} \cdot \langle u_{n,0}|\mathbf {p} |u_{n',0}\rangle }
したがって、いくつかの未知のパラメータEn,0 and {\displaystyle \langle u_{n,0}|\mathbf {p} |u_{n',0}\rangle }のみを用いて任意のkでエネルギーを計算できる。後者は「光学行列要素」と呼ばれ、遷移双極子モーメントと密接に関係している。これらのパラメータは普通実験データから推測される。
実際には、nの合計は最も近い1もしくは2のバンドのみが含まれることがしばしばである（これらは（分母により）最も重要となる傾向がある）。しかし、特に大きいkで精度を上げるには、上で説明したものよりも多くのバンドを含める必要がある。

#### 有効質量
上記のエネルギー分散関係の式を用いて、半導体の伝導帯の有効質量に対する簡易化した式を出すことができる。伝導帯のときの分散関係を近似するには、エネルギーEn0を最小伝導帯エネルギーEc0として、分母のエネルギー差が最小となる価電子帯の最大値に近いエネルギーを持つ項のみを合計に含める（これらの項は合計に対する最大の寄与である）。この分母はバンドギャップEgとして近似され、次のエネルギー式になる。
{\displaystyle E_{c}({\boldsymbol {k}})\approx E_{c0}+{\frac {(\hbar k)^{2}}{2m}}+{\frac {\hbar ^{2}}{{E_{g}}m^{2}}}\sum _{n}{|\langle u_{c,0}|\mathbf {k} \cdot \mathbf {p} |u_{n,0}\rangle |^{2}}}
方向ℓの有効質量は
{\displaystyle {\frac {1}{{m}_{\ell }}}={{1} \over {\hbar ^{2}}}\sum _{m}\cdot {{\partial ^{2}E_{c}({\boldsymbol {k}})} \over {\partial k_{\ell }\partial k_{m}}}\approx {\frac {1}{m}}+{\frac {2}{E_{g}m^{2}}}\sum _{m,\ n}{\langle u_{c,0}|p_{\ell }|u_{n,0}\rangle }{\langle u_{n,0}|p_{m}|u_{c,0}\rangle }}
となる。行列要素の詳細を無視すると、重要な結果は有効質量が最小のバンドギャップで変化し、ギャップが0になると有効質量が0になることである。直接ギャップ半導体の行列要素の有用な近似は次の通り。
{\displaystyle {\frac {2}{E_{g}m^{2}}}\sum _{m,\ n}{|\langle u_{c,0}|p_{\ell }|u_{n,0}\rangle |}{|\langle u_{c,0}|p_{m}|u_{n,0}\rangle |}\approx 20\mathrm {eV} {\frac {1}{mE_{g}}}\ ,}
これはほとんどのIV族、III-V族、II-VI族半導体に約15%以内で適合する。
この単純な近似とは対照的に、価電子帯エネルギーの場合、スピン軌道相互作用を導入する必要があり（以下参照）、さらに多くのバンドをそれぞれ考慮する必要がある。計算はYu and Cardonaで提供される。価電子帯では動くキャリアは正孔である。重いものと軽いものの2つのタイプの正孔があり、異方性の質量を持つ。

### スピン軌道相互作用のk·pモデル
スピン軌道相互作用を含めると、uのシュレーディンガー方程式は
{\displaystyle H_{\mathbf {k} }u_{n,\mathbf {k} }=E_{n,\mathbf {k} }u_{n,\mathbf {k} }}
ここで
{\displaystyle H_{\mathbf {k} }={\frac {p^{2}}{2m}}+{\frac {\hbar }{m}}\mathbf {k} \cdot \mathbf {p} +{\frac {\hbar ^{2}k^{2}}{2m}}+V+{\frac {\hbar }{4m^{2}c^{2}}}(\nabla V\times (\mathbf {p} +\hbar \mathbf {k} ))\cdot {\vec {\sigma }}}
ここで{\displaystyle {\vec {\sigma }}=(\sigma _{x},\sigma _{y},\sigma _{z})}は3つのパウリ行列からなるベクトルである。このハミルトニアンは、上記同種の摂動論解析の対象となる。

### 縮退の場合の計算
縮退もしくはほとんど縮退したバンド、特にヒ化ガリウムなどの特定の材料の価電子帯では、縮退摂動論の方法で方程式を解析することができる。この種のモデルにはラッティンジャー-コーン模型やケイン模型も含まれる。
一般的に、有効ハミルトニアン{\displaystyle H^{\rm {eff}}}を導入し、一次まででこの行列要素は
{\displaystyle H_{\mathbf {k} ,mn}^{\rm {eff}}=\langle u_{m,0}|H_{0}|u_{n,0}\rangle +\mathbf {k} \cdot \langle u_{m,0}|\nabla _{\mathbf {k} }H_{\mathbf {k} }'|u_{n,0}\rangle }
と表される。
これを解くと、波動関数とエネルギーバンドが得られる。

## 引用・参考文献
1. 1 2 3 4  P. Yu; M. Cardona (May 31, 2005). Fundamentals of Semiconductors: Physics and Materials Properties (3rd ed.). Springer. Section 2.6, pp. 68 ff. ASIN 3540254706. ISBN 3-540-25470-6. NCID BA72466800. OCLC 493401130
2. 1 2 3  C. Kittel (April 2, 1987). Quantum Theory of Solids (Second Revised Printing ed.). New York: Wiley. pp. 186–190. ASIN 0471624128. ISBN 0-471-62412-8. NCID BA00863135. OCLC 799575187
3. 1 2 3  W. P. Harrison (July 1, 1989) [1980]. Electronic Structure and the Properties of Solids (Reprint ed.). Dover Publications. pp. 158 ff. ASIN 0486660214. ISBN 0-486-66021-4. NCID BB10007652. OCLC 940657385
4. ↑  A direct gap semiconductor is one where the valence band maximum and conduction band minimum occur at the same position in k-space, usually the so-called Γ-point where k = 0.
5. ↑  See Table 2.22 in Yu & Cardona, op. cit.
6. ↑  See Yu & Cardona, op. cit. pp. 75–82
7. 1 2  Evan O. Kane (1957). “Band Structure of Indium Antimonide”. Journal of Physics and Chemistry of Solids 1:  249. Bibcode: 1957JPCS....1..249K. doi:10.1016/0022-3697(57)90013-6.
8. ↑  
J. M. Luttinger, W. Kohn (1955). “Motion of Electrons and Holes in Perturbed Periodic Fields”. Physical Review 97:  869. Bibcode: 1955PhRv...97..869L. doi:10.1103/PhysRev.97.869.